# Sobiesław Zasada
Sobiesław Jan Zasada (Dąbrowa, 27 gennaio 1930) è un pilota di rally polacco, vincitore del campionato europeo rally nel 1966, 1967 e 1971.
È stato vice-campione nel 1968, 1969 e 1972. Nel 1967 è stato premiato come sportivo polacco dell'anno.
Nella sua carriera ha vinto quattro volte il Rally di Polonia, risultando il maggior vincitore nella storia della competizione.

## Carriera
Sobieslaw Zasada ha corso per la prima volta in gare di motociclette e nel 1951 ha iniziato a correre su quattro ruote. Zasada vinse il titolo di campione europeo di rally nel 1966 su Steyr-Puch 650 e nel 1967 con una Porsche 912. Nell'autunno del 1967 vinse su Porsche 911 il Gran Premio Internacional de Turismo, una corsa a tappe di 2055 miglia attraverso l'Argentina. Nelle successive due stagioni Zasada con la sua Porsche 911 fu due volte secondo classificato nel campionato europeo di rally, dietro Pauli Toivonen nel 1968 e a Harry Källström nel 1969.
Successivamente a bordo di una BMW 2002 TI, conquistò il titolo di campione europeo nel 1971 e arrivò alle spalle di Raffaele Pinto nel 1972.
Zasada ha annunciato che sarebbe tornato a correre nel Safari Rally 2021, all'età di 91 anni. Ha preso parte alla gara, ma non è riuscito a concluderla a causa di una serie di collisioni. Ciò lo ha reso comunque il pilota più anziano di sempre a gareggiare nel Campionato del Mondo Rally.

## Palmarès
- Campionato europeo rally: 3
1966 su BMC Mini Cooper S e Steyr-Puch 650 TR
1967 su Porsche 911 S Coupé e Porsche 912
1971 su BMW 2002 TI

## Risultati nel mondiale rally

### ICM
- 1970 - Porsche 911 S - Ritirato al Safari Rally
- 1971 - Porsche KG - Polski Fiat 125p 1500, Porsche 911 S 2.4 - Fuori tempo massimo al Rally di Monte Carlo, 5° al Safari Rally
- 1972 - Polski Fiat 125p 1500, Porsche 911 S - Ritirato al Rally di Monte Carlo, 2° al Safari Rally

### WRC
| 1973 | Scuderia                   | Vettura                    |  |  |  |     |  |  |  |  |  |  |  |  |  |  |  |  | Punti | Pos. |
| ---- | -------------------------- | -------------------------- |  |  |  | --- |  |  |  |  |  |  |  |  |  |  |  |  | ----- | ---- |
| 1973 | Porsche System Engineering | Porsche 911 Carrera RS 2.7 |  |  |  | Rit |  |  |  |  |  |  |  |  |  |  |  |  |       |      |

| 1974 | Scuderia | Vettura                |  |  |  |  |     |   |  |  |  |  |  |  |  |  |  |  | Punti | Pos. |
| ---- | -------- | ---------------------- |  |  |  |  | --- | - |  |  |  |  |  |  |  |  |  |  | ----- | ---- |
| 1974 |          | Porsche 911 Carrera RS |  |  |  |  | Rit | 7 |  |  |  |  |  |  |  |  |  |  |       |      |

| 1978 | Scuderia        | Vettura                  |  |  |   |  |  |  |  |  |  |  |  |  |  |  |  |  | Punti | Pos. |
| ---- | --------------- | ------------------------ |  |  | - |  |  |  |  |  |  |  |  |  |  |  |  |  | ----- | ---- |
| 1978 | D.T. Dobie & Co | Mercedes-Benz 280 E W123 |  |  | 6 |  |  |  |  |  |  |  |  |  |  |  |  |  |       |      |

| 1979 | Scuderia                  | Vettura                  |  |  |  |     |  |  |  |  |  |  |  |  |  |  |  |  | Punti | Pos. |
| ---- | ------------------------- | ------------------------ |  |  |  | --- |  |  |  |  |  |  |  |  |  |  |  |  | ----- | ---- |
| 1979 | D.T. Dobie / Daimler-Benz | Mercedes-Benz 280 E W123 |  |  |  | Rit |  |  |  |  |  |  |  |  |  |  |  |  | 0     |      |

| 1997 | Scuderia | Vettura                   |  |  |    |  |  |  |  |  |  |  |  |  |  |  |  |  | Punti | Pos. |
| ---- | -------- | ------------------------- |  |  | -- |  |  |  |  |  |  |  |  |  |  |  |  |  | ----- | ---- |
| 1997 |          | Mitsubishi Lancer Evo III |  |  | 12 |  |  |  |  |  |  |  |  |  |  |  |  |  | 0     |      |

| 2021 | Scuderia       | Vettura            |  |  |  |  |  |     |  |  |  |  |  |  |  |  |  |  | Punti | Pos. |
| ---- | -------------- | ------------------ |  |  |  |  |  | --- |  |  |  |  |  |  |  |  |  |  | ----- | ---- |
| 2021 | M-Sport Poland | Ford Fiesta Rally3 |  |  |  |  |  | Rit |  |  |  |  |  |  |  |  |  |  | 0     |      |

| Legenda | 1º posto | 2º posto | 3º posto | A punti | Senza punti | Ritirato | Squalificato | NP=Non partito C=Gara cancellata | Apice=Power stage |

### Gruppo N
| 1997 | Scuderia | Vettura                   |  |  |   |  |  |  |  |  |  |  |  |  |  |  |  |  | Punti | Pos. |
| ---- | -------- | ------------------------- |  |  | - |  |  |  |  |  |  |  |  |  |  |  |  |  | ----- | ---- |
| 1997 |          | Mitsubishi Lancer Evo III |  |  | 2 |  |  |  |  |  |  |  |  |  |  |  |  |  | 8     | 13º  |

| Legenda | 1º posto | 2º posto | 3º posto | A punti | Senza punti | Ritirato | Squalificato | NP=Non partito C=Gara cancellata | Apice=Power stage |